# Benavente
Pour les articles homonymes, voir Benavente (homonymie).
Benavente est une commune espagnole de la province de Zamora située dans la communauté autonome de Castille-et-León.

## Géographie

### Climat
Le climat est de type méditerranéen, mais avec des caractéristiques océaniques du fait de l'altitude de la commune.

## Les Hospitaliers
Église San Juan del Mercado (es), une ancienne commanderie de l'ordre de Saint-Jean de Jérusalem,.

## Sports
- CD Benavente, club de football fondé en 1947.